# Outeniqua Park
Outeniqua Park – stadion sportowy w mieście George, w Republice Południowej Afryki. Pojemność stadionu wynosi 8000 widzów. Obiekt służy głównie do rozgrywania spotkań rugby union, a swoje spotkania rozgrywają na nim rugbiści zespołu SWD Eagles. Na stadionie w latach 2002–2010 odbywały się turnieje South Africa Sevens wchodzące w skład IRB Sevens World Series. W trakcie piłkarskich Mistrzostw Świata 2010 obiekt służył również jako baza treningowa dla reprezentacji Japonii.